# Golgata

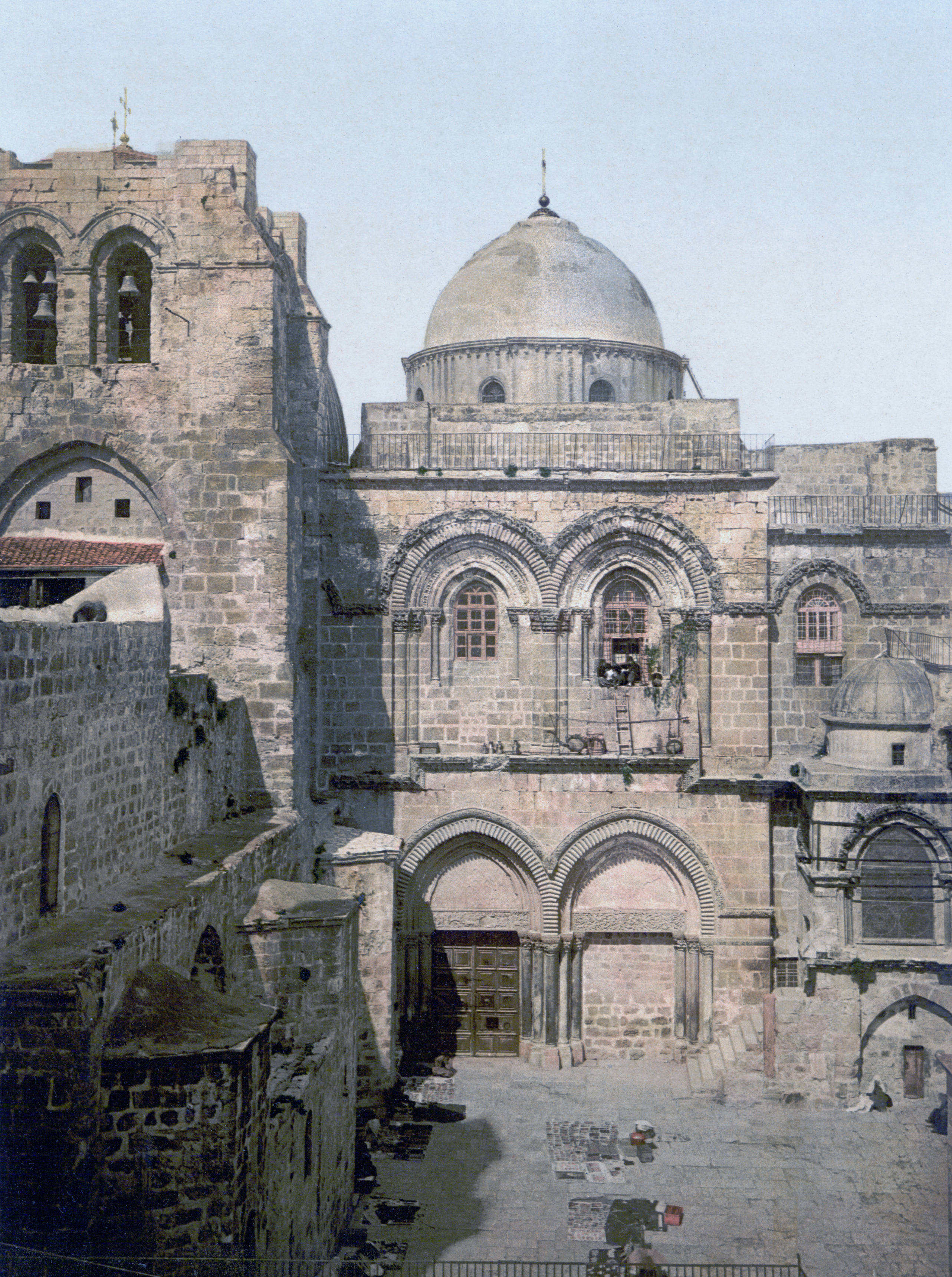
Den heliga gravens kyrka i Jerusalem, helgad åt Kristi grav och belägen på Golgata.

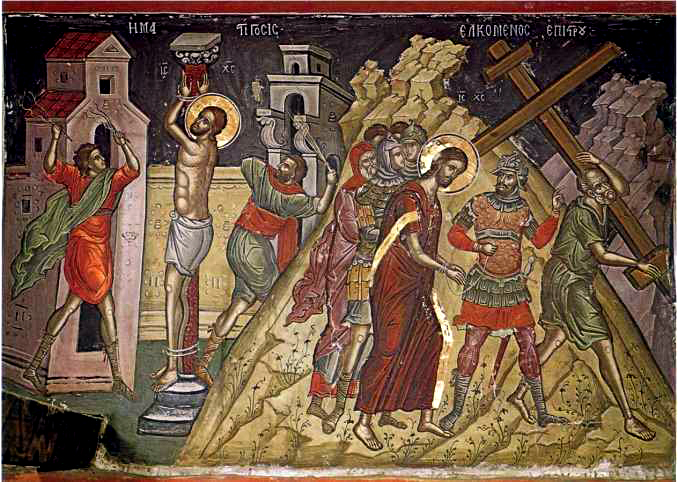
Ikon som visar hur Jesus gisslas och därefter leds till Golgata.

Golgata (/ˈgolgata/) eller Golgota (grekiska Γολγοθᾶ, Golgotha), även Kalvarieberget, är platsen som nämns i Nya Testamentet för Jesu korsfästelse i Jerusalem.

## Etymologi
Det arameiska namnet gûlgatâ som betyder "skallen" syftar troligen på kullens form. Calvariae Locus på latin och Κρανίου Τόπος (Kraniou Topos) på grekiska har samma betydelse. I kristen tradition uppfattas Golgata som världens centrum, och från detta sträckte korset ut sina armar mot de fyra väderstrecken. Det sägs vara Adams gravplats, och på många framställningar av korsfästelsen ser man Adams skalle vid korsets fot. Enligt den kristna försoningsläran försonade Jesus genom sin lydnad intill döden den skuld som Adam ådragit sig genom sin olydnad.

## I Nya Testamentet
I Matteusevangeliet 27:33, Markusevangeliet 15:22, Lukasevangeliet 23:33 och Johannesevangeliet 19:17 beskrivs händelsen (i Bibel 2000 "Golgota"):
När de kom till ett ställe som kallas Golgata, vilket betyder Skallen... – Matt. 27:33
De förde Jesus till det ställe som kallas Golgata (det betyder Skallen) – Mark. 15:22
När de kom till den plats som kallas Skallen korsfäste de honom... – Luk. 23:33
Han bar själv sitt kors ut till den plats som kallas Skallen, på hebreiska Golgata – Joh. 19:17

## Placering
Det finns i dag främst två platser som utpekas som platsen för Jesu korsfästelse och Jesu grav. Den ena ryms inom Uppståndelsekyrkan, som ligger inom Gamla Jerusalem, en byggnad med ett par stora kyrkvalv över några mindre kapell, bland annat ett som gör anspråk på att vara byggt över hålet för Jesu kors och ett som inrymmer vad som sägs vara Jesu grav.
Den andra platsen, det så kallade Gordons Golgata, ligger utanför stadsmuren och Damaskusporten mellan två busstationer. Det är en oasartad trädgård där guider pekar ut var Charles George Gordon ansåg att korset stått och där finns också en klippgrav, som ger en bild av hur Jesu grav kunde ha tett sig.

## Golgatavandring
Jesu vandring till Golgata har givit upphov till en pilgrimsled i Jerusalem som fått namnet Via Dolorosa, Lidandets väg. I överförd bemärkelse är Golgatavandring den sträcka och tidsrymd en person måste gå med vetskapen eller övertygelsen om att få dåliga nyheter vid slutmålet.